# 長野県明科高等学校
長野県明科高等学校（ながのけん あかしなこうとうがっこう）は、長野県安曇野市明科東川手にある公立高等学校。
文化祭は「流河祭」と称し、その名称は近くを流れる犀川に由来する。

## 沿革
- 1986年4月1日 - 長野県明科高等学校として開校。
- 1998年4月1日 - コース制導入。（スポーツ系・パーソナル系）

## 部活動
サッカー部は第76回全国高等学校サッカー選手権大会（平成9年度）に長野県代表として出場した。

## 教育目標
- 勉学に励み知性を啓発する。
- 心身を錬磨し自主独立の気風を培う。
- 情操豊かな人間性を陶冶する。

## 校歌
- 作詞：宮坂静生、作曲：飯沼信義）

## アクセス
- JR篠ノ井線明科駅 徒歩15分